# The Buoys
The Buoys was een Amerikaanse progressieve-rockband uit de jaren 70. Deze band bestond uit Bill Kelly (zang), Jerry Hludzik (basgitaar), Fran Brozena (keyboard), Carl Siracuse (drum), Chris Hanlon (gitaar), ze kwamen uit Wilkes-Barre.
Hun bekendste nummers waren "Timothy" en "Give Up Your Guns", beide geschreven door Rupert Holmes. "Timothy" behaalde een 17e plaats op de Amerikaanse hitlijst in 1971, maar was vooral bekend doordat het nummer over kannibalisme ging en daardoor niet werd gedraaid door vele radiostations. De opvolger "Give Up Your Guns", over een bankovervaller, kwam niet verder dan een 84e plaats.
In Nederland daarentegen wordt laatstgenoemde plaat tot tweemaal toe een hit. In 1972 (nadat het bij Radio Veronica de Alarmschijf was geweest) behaalde het nummer de 5e plaats in de Top 40 en in 1979 de 8e. De plaat werd vooral bekend doordat het instrumentale tweede gedeelte werd gebruikt in een reclamespot op zeezender Radio Veronica voor een merk zelfbouw-centrale verwarming. Ook is het nummer al sinds het begin van de Radio 2 Top 2000 in 1999 vertegenwoordigd in de lijst.
Eind jaren 70 stapten Bill Kelly en Jerry Hludzik uit de band om de nieuwe band met de naam "Dakota" te formeren.
In 1993 werd het verzamelalbum Timothy: Golden Classics uitgebracht met 18 nummers. Ook is een verzamelalbum uitgebracht met 14 nummers door het platenlabel Citadel Records met als titel The Buoys.
Bill Kelly overleed op 13 december 2024 op 74-jarige leeftijd in zijn huis in Nashville.

## NPO Radio 2 Top 2000
| Nummer met noteringen in de NPO Radio 2 Top 2000 | '99 | '00 | '01 | '02 | '03 | '04 | '05 | '06 | '07 | '08 | '09 | '10 | '11 | '12 | '13 | '14  | '15  | '16  | '17  | '18  | '19  | '20  | '21  | '22  | '23  | '24  |
| ------------------------------------------------ | --- | --- | --- | --- | --- | --- | --- | --- | --- | --- | --- | --- | --- | --- | --- | ---- | ---- | ---- | ---- | ---- | ---- | ---- | ---- | ---- | ---- | ---- |
| Give Up Your Guns                                | 208 | 254 | 299 | 250 | 271 | 355 | 430 | 570 | 587 | 427 | 709 | 694 | 835 | 865 | 809 | 1040 | 1092 | 1267 | 1193 | 1607 | 1515 | 1843 | 1599 | 1659 | 1730 | 1753 |

1. ↑  Een vetgedrukt getal geeft de hoogste notering aan.